# Alyssum pyrenaicum
Alyssum pyrenaicum (бурачок піренейський) — вид квіткових рослин з родини капустяних (Brassicaceae).

## Біоморфологічна характеристика
Це дерев'янистий неколючий кущ 30–50 см заввишки, зі зморшкуватими, прямовисними гілками. Листки зворотно-яйцеподібні чи довгасті, біло-запушені. Квітки досить великі, білі. Чашолистки вільні. Пелюстки круглі. Пиляки довгасті. Насіння крилате, по 2–4 на комірку.

## Середовище проживання
Зростає в південних Піренеях у Франції. 
Населяє вапняні скелясті схили.

## Загрози й охорона
Основною загрозою для цього виду є його збирання в доступних частинах популяції.
Alyssum pyrenaicum внесено до Додатку II Оселищної директиви й Додатку I Конвенції про збереження дикої природи та природних середовищ існування в Європі (Бернська конвенція). Він охороняється на національному рівні у Франції, а місцевість перебуває в природному заповіднику, хоча ніяких особливих природоохоронних заходів не проводиться.